# Finale della Coppa CERS 1984-1985
La finale della 5ª edizione della Coppa CERS fu disputata in gara d'andata e ritorno tra gli italiani del Novara e gli spagnoli del Cerdanyola. Con il punteggio complessivo di 11 a 8 fu il Novara ad aggiudicarsi per la prima volta nella storia il trofeo.

## Le squadre
| Squadre    | Partecipazioni precedenti (il grassetto indica la vittoria) |
| ---------- | ----------------------------------------------------------- |
| Cerdanyola | Nessuna                                                     |
| Novara     | 1984                                                        |

## Il cammino verso la finale
Il Novara si qualificò alla finale con i seguenti risultati:
- Quarti di finale: eliminato il Darmstadt (vittoria per 15-5 all'andata e per 8-2 al ritorno);
- Semifinale: eliminato il Voltregà (vittoria per 10-7 all'andata e per 9-6 al ritorno).

Il Cerdanyola si qualificò alla finale con i seguenti risultati:
- Primo turno: eliminato il Villeneuve (vittoria per 15-4 all'andata e per 7-4 al ritorno);
- Quarti di finale: eliminato il Sanjoanense (vittoria per 3-2 all'andata e per 4-3 al ritorno);
- Semifinale: eliminato il Juventude Viana (vittoria per 10-3 all'andata e sconfitta per 4-1 al ritorno).

## Tabellini

### Andata
| Cerdanyola del Vallès 22 giugno 1985 | Cerdanyola | 4 – 4 | Novara |  |

### Ritorno
| Novara 29 giugno 1985 | Novara | 7 – 4 | Cerdanyola | Palazzo dello sport |